# أورلاندو بيريز
أورلاندو بيريز (بالإنجليزية: Orlando Perez)‏ (12 يوليو 1977 ببومونا في الولايات المتحدة - ) هو لاعب كرة قدم أمريكي في مركز الدفاع. لعب مع دي.سي. يونايتد وشيكاغو فاير ونادي شيفاز يو إس أي ونيويورك ريد بولز وOrange County Blue Star ‏.

## وصلات خارجية
- أورلاندو بيريز على موقع الدوري الأمريكي (الإنجليزية)
- أورلاندو بيريز على موقع قاعدة بيانات كرة القدم.إي يو (الإنجليزية)